# FC Bayern München in het seizoen 2010/11
Dit artikel beschrijft de prestaties van de Duitse voetbalclub FC Bayern München in het seizoen 2010/11, waarin de club de Duitse supercup won.

## Spelerskern
| Nr.           | Naam                   | Nationaliteit | Geboortedatum | Vorige club           |
| ------------- | ---------------------- | ------------- | ------------- | --------------------- |
| Keepers       |                        |               |               |                       |
| 1             | Hans-Jörg Butt         | Duitsland     | 28-05-1974    | Benfica               |
| 22            | Rouven Sattelmaier     | Duitsland     | 07-08-1987    | Jahn Regensburg       |
| 35            | Thomas Kraft           | Duitsland     | 22-07-1988    | /                     |
| Verdedigers   |                        |               |               |                       |
| 2             | Breno                  | Brazilië      | 13-10-1989    | São Paulo FC          |
| 4             | Edson Braafheid        | Nederland     | 08-04-1983    | FC Twente             |
| 5             | Daniel Van Buyten      | België        | 07-02-1978    | Hamburger SV          |
| 6             | Martín Demichelis      | Argentinië    | 20-12-1980    | River Plate           |
| 21            | Philipp Lahm 2         | Duitsland     | 11-11-1983    | VfB Stuttgart         |
| 26            | Diego Contento         | Duitsland     | 01-05-1990    | /                     |
| 28            | Holger Badstuber       | Duitsland     | 13-03-1989    | /                     |
| Middenvelders |                        |               |               |                       |
| 7             | Franck Ribéry          | Frankrijk     | 07-04-1983    | Olympique Marseille   |
| 8             | Hamit Altintop         | Turkije       | 08-12-1982    | FC Schalke 04         |
| 16            | Andreas Ottl           | Duitsland     | 01-03-1985    | /                     |
| 17            | Mark van Bommel 1      | Nederland     | 22-04-1977    | FC Barcelona          |
| 23            | Danijel Pranjić        | Kroatië       | 02-12-1981    | sc Heerenveen         |
| 27            | David Alaba            | Oostenrijk    | 24-06-1992    | /                     |
| 30            | Luiz Gustavo           | Brazilië      | 23-07-1987    | TSG 1899 Hoffenheim   |
| 31            | Bastian Schweinsteiger | Duitsland     | 01-08-1984    | /                     |
| 34            | Nicolas Jüllich        | Duitsland     | 27-03-1990    | Waldhof Mannheim      |
| 39            | Toni Kroos             | Duitsland     | 04-01-1990    | Bayer Leverkusen      |
| 44            | Anatoli Tymosjtsjoek   | Oekraïne      | 30-03-1979    | Zenit Sint-Petersburg |
| Aanvallers    |                        |               |               |                       |
| 10            | Arjen Robben           | Nederland     | 23-01-1984    | Real Madrid           |
| 11            | Ivica Olić             | Kroatië       | 14-09-1979    | Hamburger SV          |
| 18            | Miroslav Klose         | Duitsland     | 09-06-1978    | Werder Bremen         |
| 25            | Thomas Müller          | Duitsland     | 13-09-1989    | /                     |
| 33            | Mario Gómez            | Duitsland     | 10-07-1985    | VfB Stuttgart         |
| 37            | Nicola Sansone         | Italië        | 10-09-1991    | /                     |

- = Aanvoerder

## Technische staf
|                 |                               |               |                                            |
| Functie         | Naam                          | Nationaliteit | Opmerking                                  |
| Coach           | Louis van Gaal (foto)         | Nederland     | Ontslagen op 10 april 2011.                |
| Assistent-coach | Andries Jonker                | Nederland     | Hoofdcoach ad interim vanaf 11 april 2011. |
| Assistent-coach | Marcel Bout                   | Nederland     |                                            |
| Assistent-coach | Hermann Gerland               | Duitsland     |                                            |
| Keeperstrainer  | Walter Junghans               | Duitsland     |                                            |
| Teamarts        | Hans-Wilhelm Müller-Wohlfahrt | Duitsland     |                                            |

## Resultaten
| Bundesliga | DFB-Pokal    | DFL-Supercup | Champions League |
| ---------- | ------------ | ------------ | ---------------- |
|            |              |              |                  |
| Derde      | Halve finale | Winnaar      | 1/8 finale       |

## Uitrustingen
Shirtsponsor(s): Deutsche Telekom

Sportmerk: adidas
| Thuis | Uit | Alternatief | Alternatief |

## Transfers

### Zomer

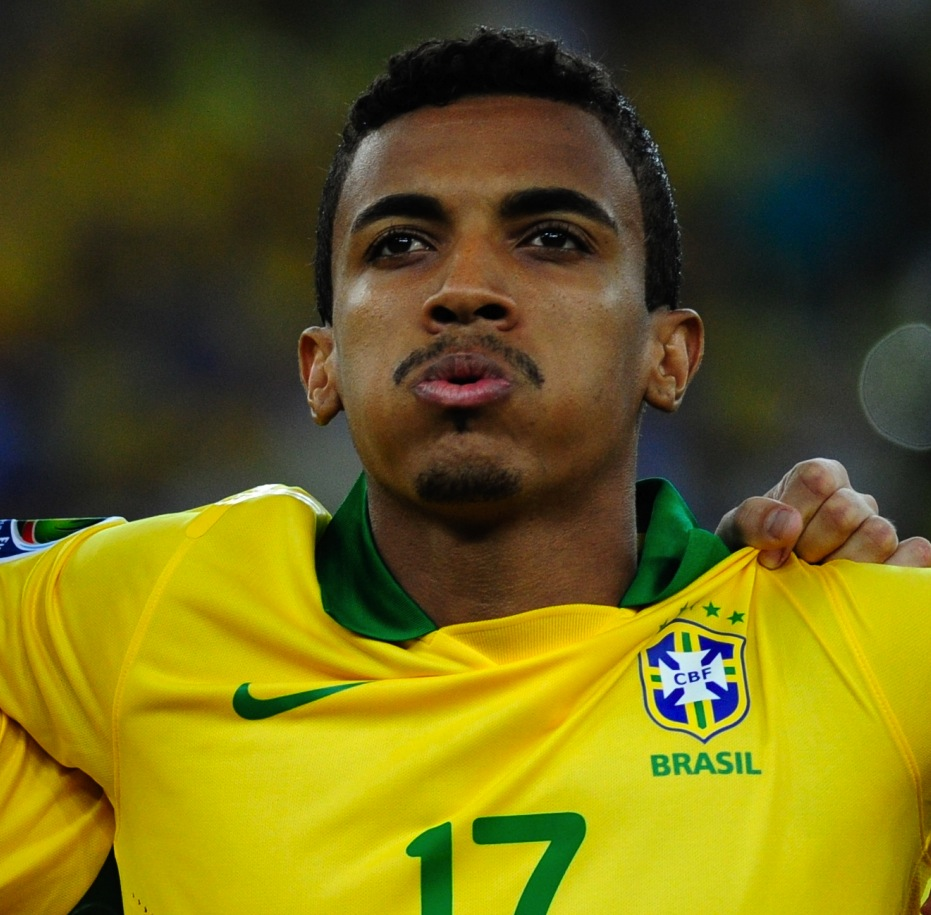
Tijdens de winterstop trok Bayern de Braziliaanse middenvelder Luiz Gustavo aan.

| Naam               | Nationaliteit | Van/naar         | Type       |
| ------------------ | ------------- | ---------------- | ---------- |
| Inkomend           |               |                  |            |
| Nicolas Jüllich    | Duitsland     | Waldhof Mannheim | Gekocht    |
| Rouven Sattelmaier | Duitsland     | Jahn Regensburg  | Gekocht    |
| Edson Braafheid    | Nederland     | Celtic FC        | Einde huur |
| Breno              | Brazilië      | 1. FC Nürnberg   | Einde huur |
| Andreas Ottl       | Duitsland     | 1. FC Nürnberg   | Einde huur |
| José Sosa          | Argentinië    | Estudiantes      | Einde huur |
| Luca Toni          | Italië        | AS Roma          | Einde huur |
| Uitgaand           |               |                  |            |
| Michael Rensing    | Duitsland     | 1. FC Köln       | Verkocht   |
| Luca Toni          | Italië        | Genoa            | Verkocht   |
| José Sosa          | Argentinië    | Napoli           | Verkocht   |
| Andreas Görlitz    | Duitsland     | FC Ingolstadt 04 | Verkocht   |
| Christian Lell     | Duitsland     | Hertha BSC       | Verkocht   |
| Mehmet Ekici       | Turkije       | 1. FC Nürnberg   | Huur       |

### Winter
| Naam                  | Nationaliteit | Van/naar            | Type     |
| --------------------- | ------------- | ------------------- | -------- |
| Inkomend              |               |                     |          |
| Luiz Gustavo          | Brazilië      | TSG 1899 Hoffenheim | Gekocht  |
| Uitgaand              |               |                     |          |
| Martín Demichelis     | Argentinië    | Málaga              | Verkocht |
| Maximilian Haas       | Duitsland     | Middlesbrough       | Verkocht |
| Mark van Bommel       | Nederland     | AC Milan            | Verkocht |
| Edson Braafheid       | Nederland     | TSG 1899 Hoffenheim | Verkocht |
| Christoph Knasmüllner | Oostenrijk    | Internazionale      | Verkocht |
| David Alaba           | Oostenrijk    | TSG 1899 Hoffenheim | Huur     |

## Bundesliga

### Eindstand
|    | Team                     | Wed | W  | G  | V  | Ptn | DV | DT | Saldo | Opmerking                       |
| -- | ------------------------ | --- | -- | -- | -- | --- | -- | -- | ----- | ------------------------------- |
| 1  | Borussia Dortmund        | 34  | 23 | 6  | 5  | 75  | 67 | 22 | +45   | Champions League, groepsfase    |
| 2  | Bayer Leverkusen         | 34  | 20 | 8  | 6  | 68  | 64 | 44 | +20   | Champions League, groepsfase    |
| 3  | FC Bayern München        | 34  | 19 | 8  | 7  | 65  | 81 | 40 | +41   | Champions League, play-offronde |
| 4  | Hannover 96              | 34  | 19 | 3  | 12 | 60  | 49 | 45 | +4    | Europa League, play-offronde    |
| 5  | FSV Mainz 05             | 34  | 18 | 4  | 12 | 58  | 52 | 39 | +13   | Europa League, derde voorronde  |
| 6  | FC Nürnberg              | 34  | 13 | 8  | 13 | 47  | 47 | 45 | +2    |                                 |
| 7  | 1. FC Kaiserslautern     | 34  | 13 | 7  | 14 | 46  | 48 | 51 | −3    |                                 |
| 8  | Hamburger SV             | 34  | 12 | 9  | 13 | 45  | 46 | 52 | −6    |                                 |
| 9  | SC Freiburg              | 34  | 13 | 5  | 16 | 44  | 41 | 50 | −9    |                                 |
| 10 | 1. FC Köln               | 34  | 13 | 5  | 16 | 44  | 47 | 62 | −15   |                                 |
| 11 | 1899 Hoffenheim          | 34  | 11 | 10 | 11 | 43  | 50 | 50 | 0     |                                 |
| 12 | VfB Stuttgart            | 34  | 12 | 6  | 16 | 42  | 60 | 59 | +1    |                                 |
| 13 | Werder Bremen            | 34  | 10 | 11 | 13 | 41  | 47 | 61 | −14   |                                 |
| 14 | FC Schalke 04            | 34  | 11 | 7  | 16 | 40  | 38 | 44 | −6    |                                 |
| 15 | VfL Wolfsburg            | 34  | 9  | 11 | 14 | 38  | 43 | 48 | −5    |                                 |
| 16 | Borussia Mönchengladbach | 34  | 10 | 6  | 18 | 36  | 48 | 65 | −17   | Naar Degradatie Play-Offs       |
| 17 | Eintracht Frankfurt      | 34  | 9  | 7  | 18 | 34  | 31 | 49 | −18   | Degradatie naar 2. Bundesliga   |
| 18 | FC St. Pauli             | 34  | 8  | 5  | 21 | 29  | 35 | 68 | −33   | Degradatie naar 2. Bundesliga   |

Borussia Mönchengladbach handhaafde zich via promotie-/degradatiewedstrijden tegen VfL Bochum.

## Individuele prijzen
| Prijs                  | Winnaar     |
| ---------------------- | ----------- |
| Topschutter Bundesliga | Mario Gómez |

## Afbeeldingen

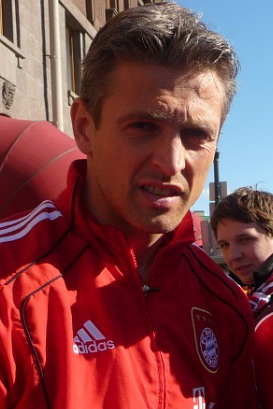
Hans-Jörg Butt (doelman)
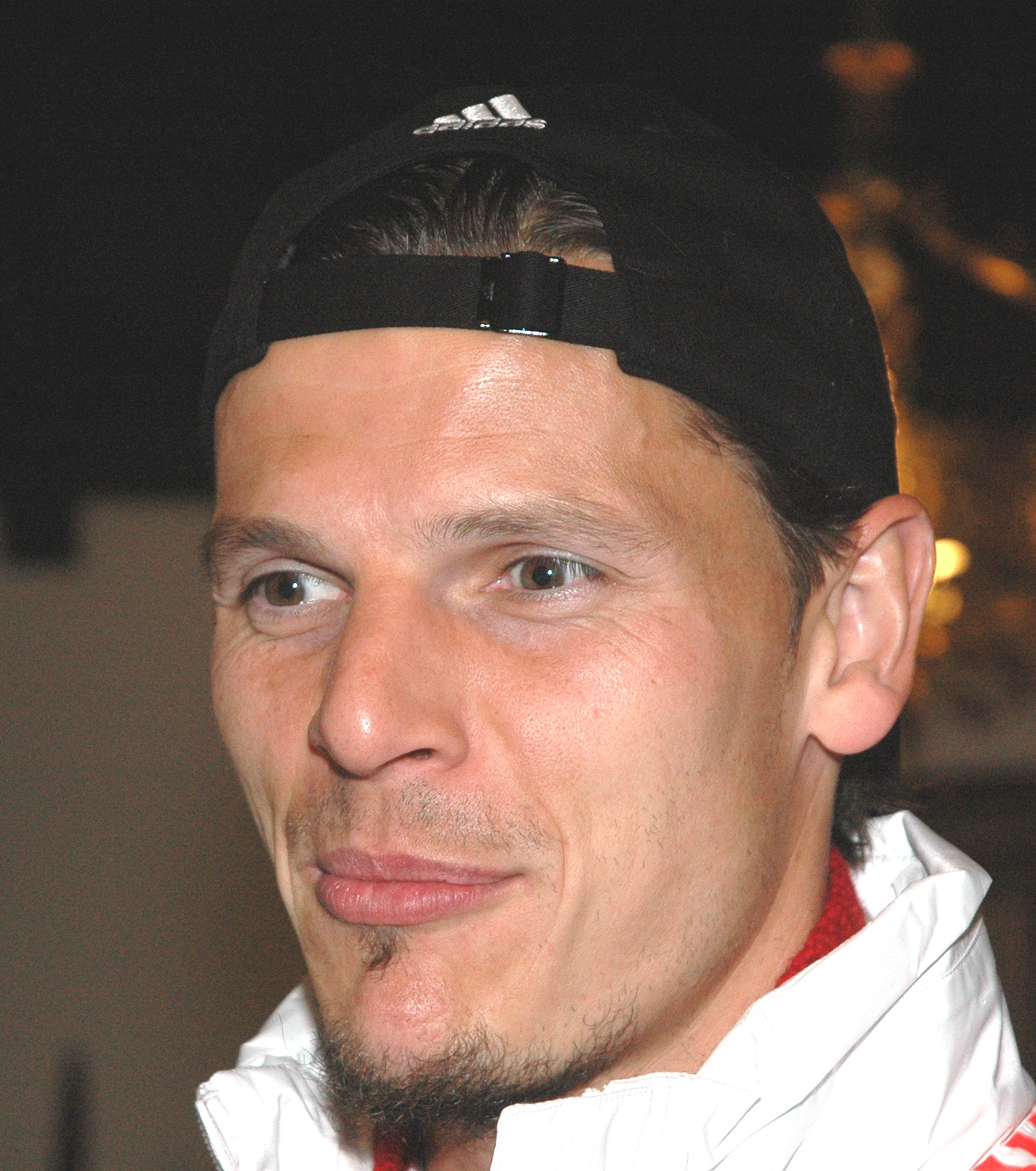
Daniel Van Buyten (verdediger)
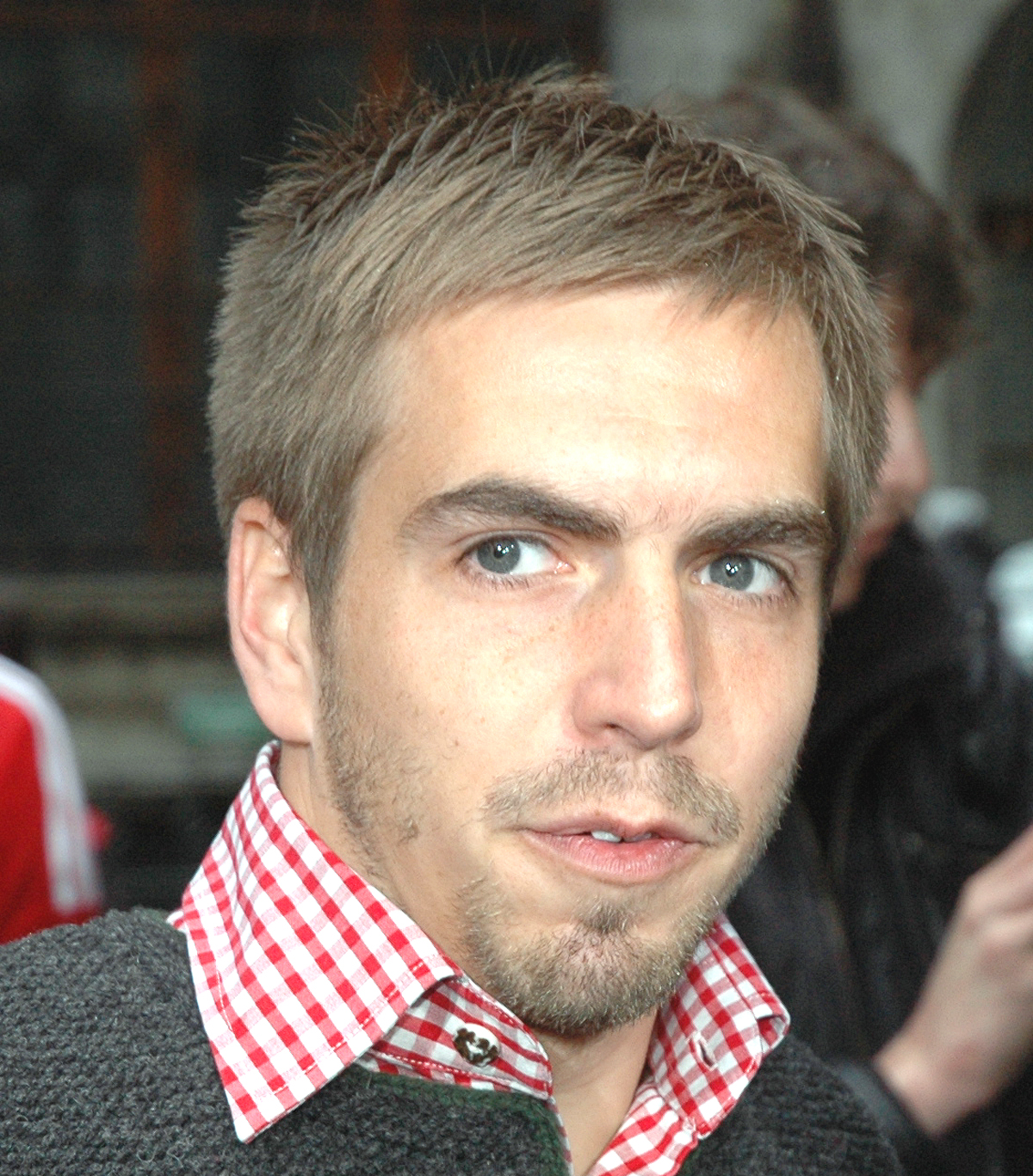
Philipp Lahm (verdediger)
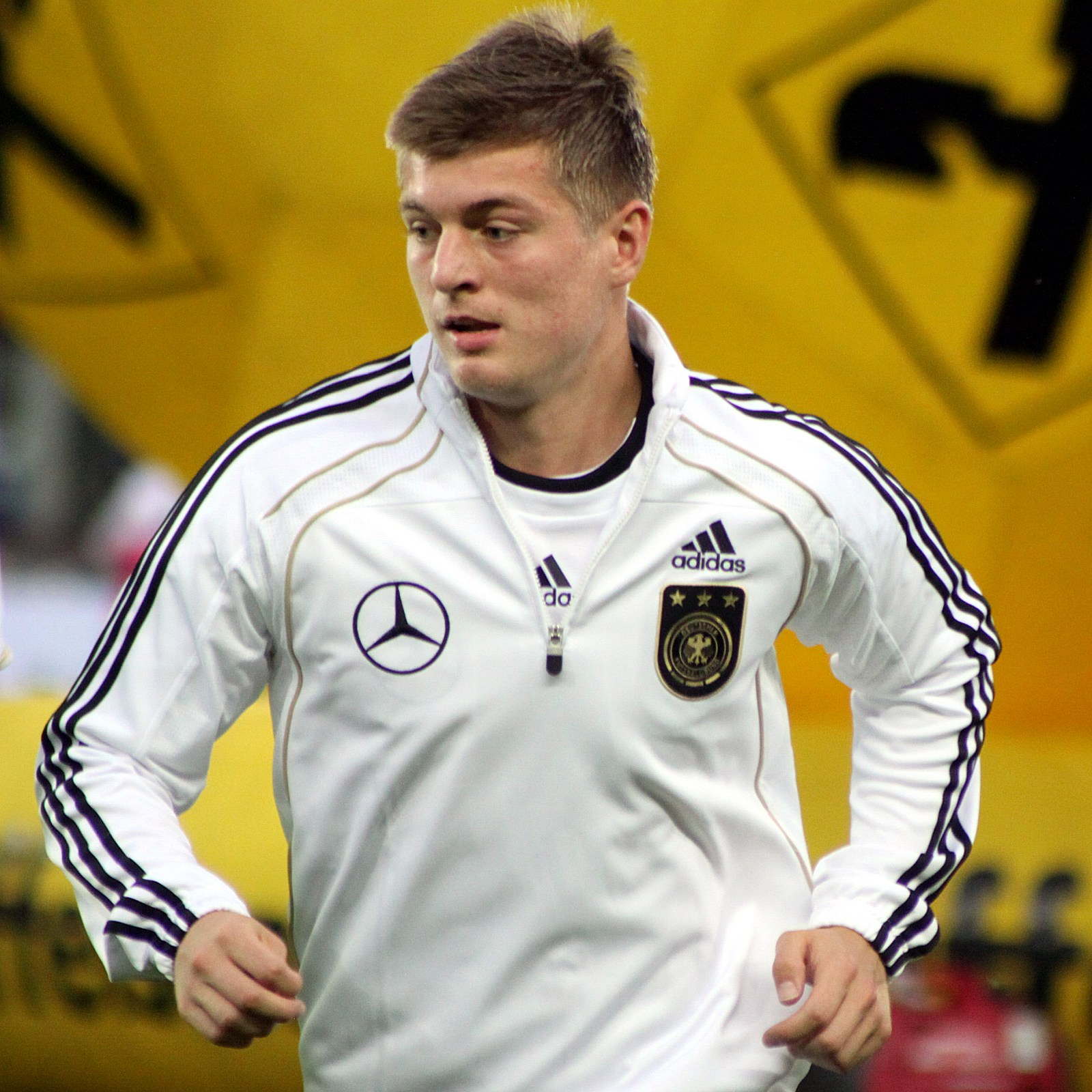
Toni Kroos (middenvelder)
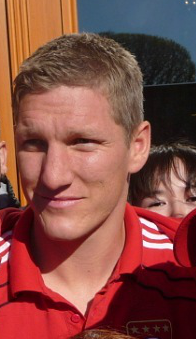
Bastian Schweinsteiger (middenvelder)
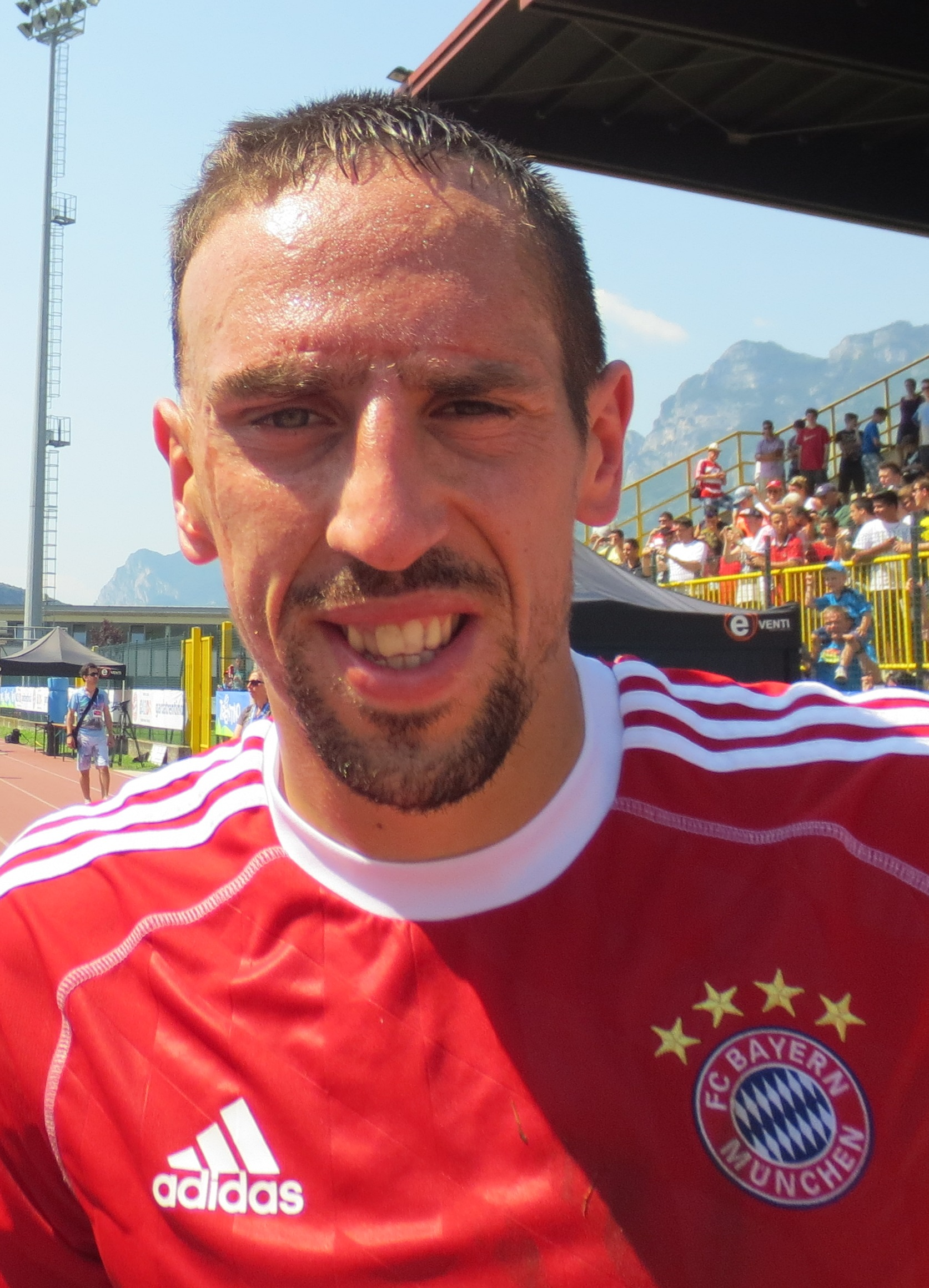
Franck Ribéry (aanvaller)
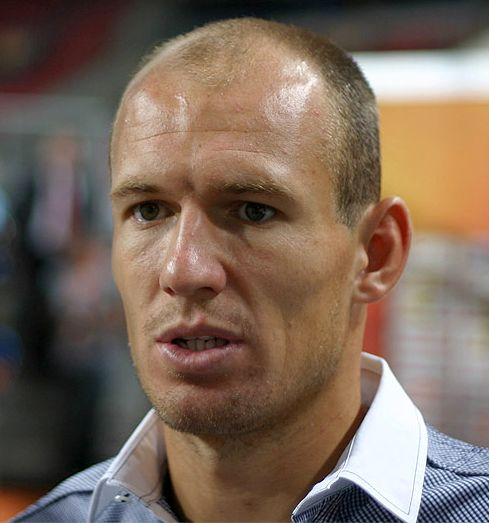
Arjen Robben (aanvaller)
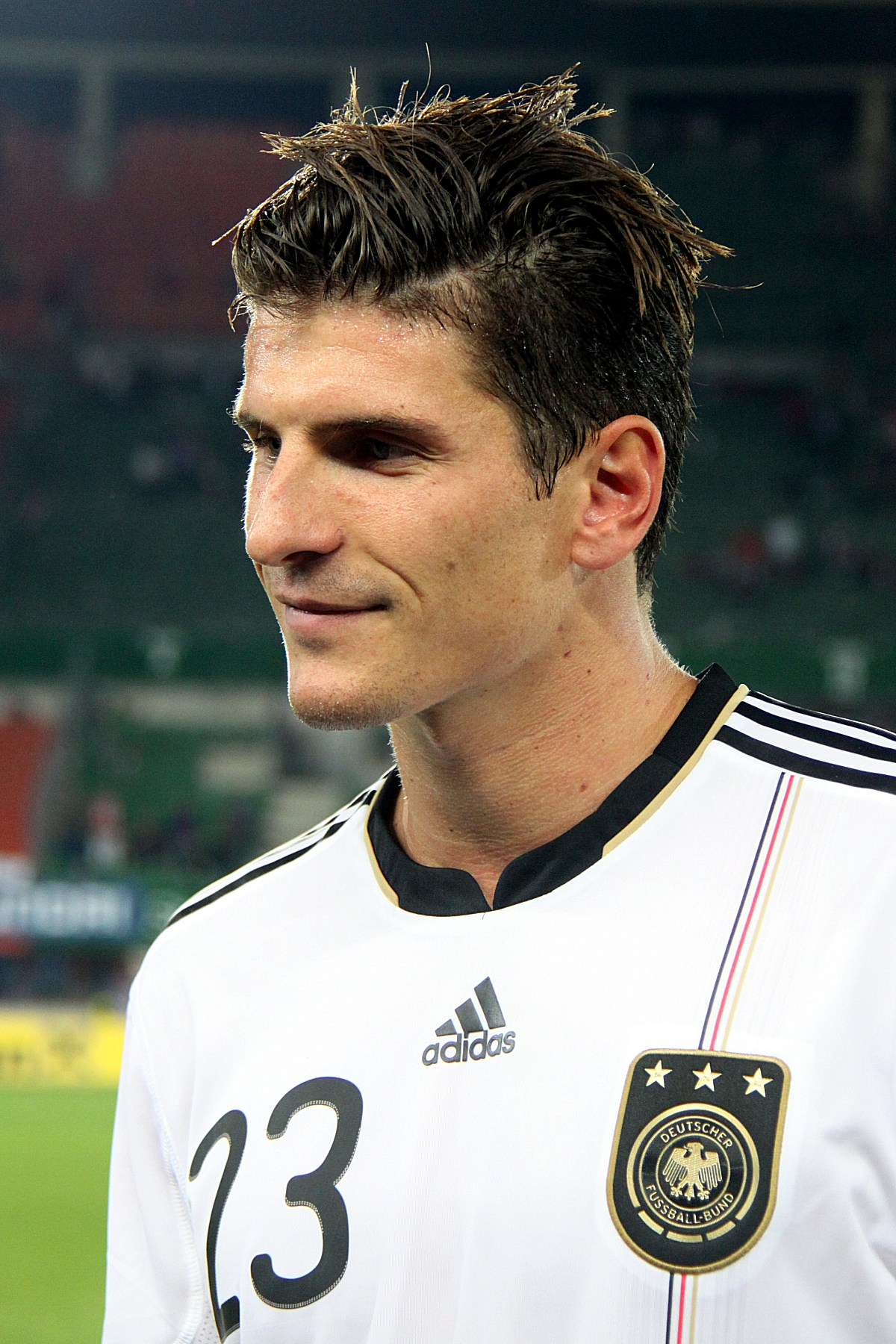
Mario Gómez (aanvaller)

1975/76 · 1976/77 · 1977/78 · 1978/79 · 1979/80 · 1980/81 · 1981/82 · 1982/83 · 1983/84 · 1984/85 · 1985/86 · 1986/87 · 1987/88 · 1988/89 · 1989/90 · 1990/91 · 1991/92 · 1992/93 · 1993/94 · 1994/95 · 1995/96 · 1996/97 · 1997/98 · 1998/99 · 1999/00 · 2000/01 · 2001/02 · 2002/03 · 2003/04 · 2004/05 · 2005/06 · 2006/07 · 2007/08 · 2008/09 · 2009/10 · 2010/11 · 2011/12 · 2012/13 · 2013/14 · 2014/15 · 2015/16 · 2016/17 · 2017/18 · 2018/19 · 2019/20 · 2020/21 · 2021/22 · 2022/23 · 2023/24 · 2024/25